# Albert van Dalsumring
De Van Dalsumring geldt als een zeer belangrijke onderscheiding in de Nederlandse toneelwereld.

## Geschiedenis

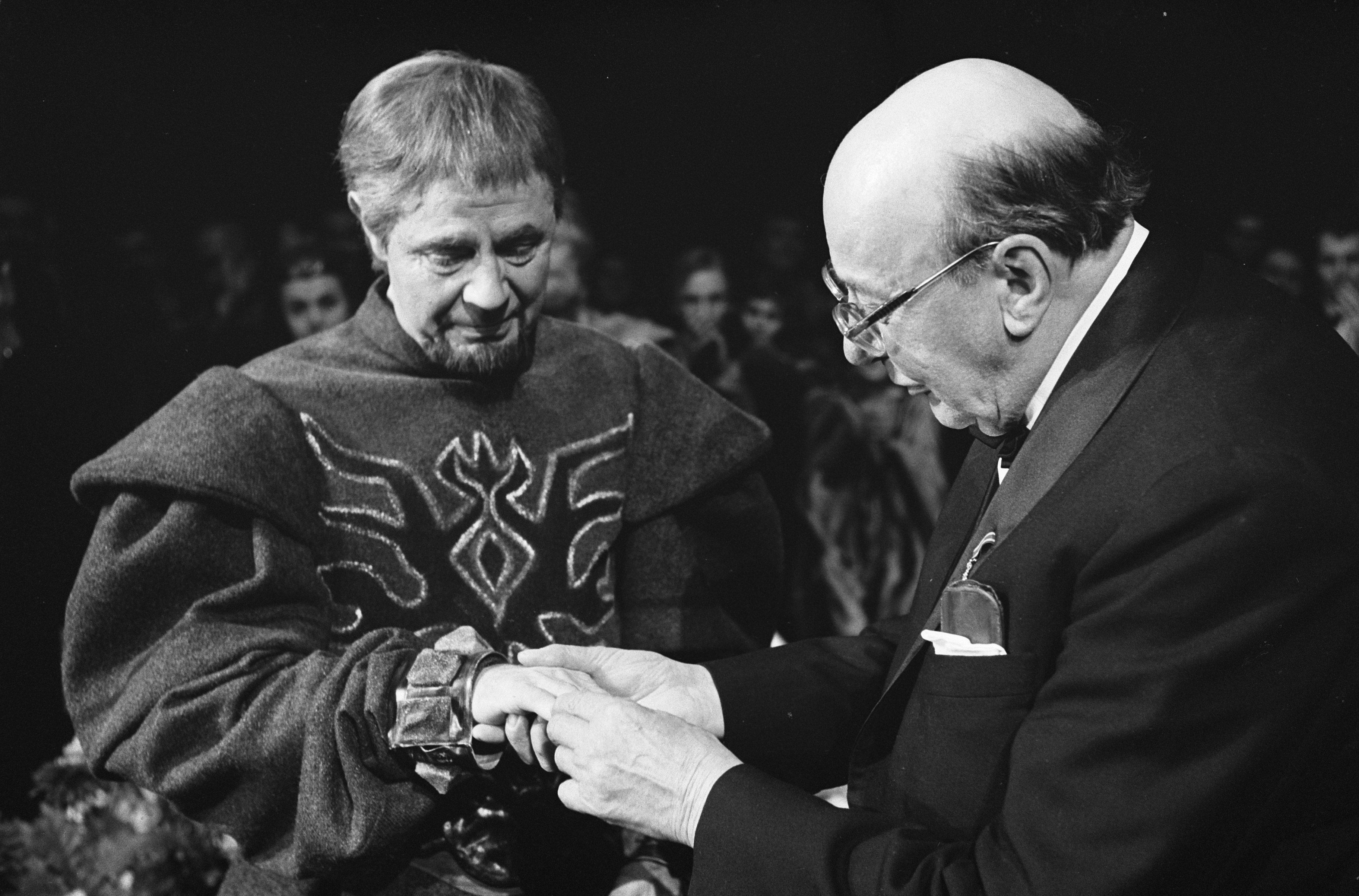
Paul Steenbergen gehuldigd in de Koninklijke Schouwburg te Den Haag. Albert van Dalsum doet hem de Albert van Dalsumring aan, 1963

De ring werd in 1959 vervaardigd ter gelegenheid van het gouden jubileum van de monumentale acteur Albert van Dalsum (1889-1971).
Van Dalsum kreeg de ring uitgereikt in 1960, na afloop van het jubileumstuk Sauls Dood door de Haagse Comedie, in de Casinoschouwburg te 's-Hertogenbosch. De ring, die werd overhandigd door de toenmalige commissaris der Koningin in Noord-Brabant, was een geschenk van de directies van de drie Brabantse schouwburgen (Breda, Eindhoven/Philips en 's-Hertogenbosch).
Het sieraad gaat over van acteur naar acteur, de drager kiest op een zelfgekozen moment een waardige opvolger. In 1963 schonk Van Dalsum de ring aan Paul Steenbergen. 

## Ontwerp
De ring is een herenzegelring van 18 karaats goud met een madeira topaas, ontworpen door de Zwitserse kunstenaar Henri Grob. In de scheen zijn voorstellingen verwerkt van Melpomene, de godin van de toneelkunst, en, aan de andere kant, een masker en toneelgordijn. Aan beide kanten is een briljant ingewerkt.

## Gelauwerden
| periode    | naam eigenaar                    |
| ---------- | -------------------------------- |
| 1959-1963  | Albert van Dalsum (1889-1971)    |
| 1963-1972  | Paul Steenbergen (1907-1989)     |
| 1972-1977  | Ko van Dijk jr. (1916-1978)      |
| 1977-1993  | Peter Oosthoek (1934-2015)       |
| 1993-2004  | Pierre Bokma (1955-)             |
| 2004-2015  | Gijs Scholten van Aschat (1959-) |
| 2015-heden | Hans Kesting (1960-)             |

## Andere doorgeeftoneelprijzen
Ook de Paul Steenbergen-penning is een doorgeef-toneelonderscheiding voor acteurs, die bestaat sinds 1982. Voor solotoneel bestaat als doorgeefprijs voor acteurs en actrices sinds 1934 de Magda Janssens Hoedenspeld.
Voor actrices bestaat sinds 1911 al een vergelijkbare onderscheiding, de Theo Mann-Bouwmeesterring en sinds 2010 de Courbois-parel.

## Trivia
- Ten onrechte wordt wel vermeld dat Leen Jongewaard de ring tussen 1981 en 1992 in bezit had.